# 毛果群心菜
毛果群心菜（学名：Cardaria pubescens），又称泡果荠，是一种十字花科植物。这种植物在中国分布于内蒙古、陕西、甘肃、新疆；此外，蒙古，俄罗斯的西伯利亚也有。